# Agaricus silvaticus
Agaric des forêts
Espèce
Agaricus silvaticus, l'agaric des forêts, est un champignon agaricomycète du genre Agaricus et de la famille des Agaricaceae.
Synonyme : 
- Psalliota silvatica

## Fiche
Chapeau : jusqu'à 10-12 cm de diamètre, couvert de mèches brunes sur fond crème.
Lames : libres, gris-rose vif puis brun chocolat à maturité.
Pied : 8-10 cm de longueur sur 1,5-2 cm d'épaisseur, avec un bulbe net à la base ; à anneau en jupe assez bien formé.
Chair : blanche, fort rougissement à la cassure, à l'odeur d'anis.
Comestibilité : bon comestible.

## Espèces à chair rougissante
Ce champignon fait partie du groupe des agarics à chair nettement rougissante.
Il suffit de gratter la surface du pied pour voir apparaître une teinte rouge sang tout à fait caractéristique.
L'agaric sanguinolent (Agaricus haemorrhoidarius) a un chapeau couvert de fibrilles radiales, et affectionne en général la compagnie des feuillus.
La chair de l'agaric auguste (Agaricus augustus) ne rougit pas (ou à peine et seulement dans la base du pied) et dégage une bonne odeur d'amandes amères.

## Habitat et saison
L'agaric des forêts préfère les forêts de conifères où on le trouve principalement à l'automne.